# Claude de Beylié
Pour les articles homonymes, voir Beylié.
Claude de Beylié, né le 6 juin 1729 à Grenoble, mort le 29 juillet 1817 à Grenoble (Isère), est un général français de la Révolution et de l’Empire.

## États de service
Il sort en 1752 de l'école du Génie de Mézières comme ingénieur du Roi. Il est affecté à Grenoble jusqu'en 1758 parmi les ingénieurs géographes chargés de lever le plan des Alpes dans la province du Dauphiné. Ingénieur en chef en 1769, il est désigné en octobre 1781 pour commander le corps du génie en Inde.
Il est nommé colonel du Génie le 22 mai 1785 et il entre à Grenoble en 1786, sous les ordres du maréchal de camp de Vialis, directeur des fortifications des places du Dauphiné et de Provence. Il est nommé directeur des fortifications de Grenoble le 1er janvier 1791.
Le 18 août 1792, il est promu maréchal de camp et inspecteur général des fortifications de Grenoble, Embrun, Toulon et Marseille, poste qui constitue à l'époque le sommet de la hiérarchie de l'arme du génie, car il n'existe que quatre inspecteurs généraux. Il obtient ce poste en remplacement de Pierre Joseph Légier, démissionnaire le même jour.
Il est admis à la retraite le 6 janvier 1795.

## Famille
Son frère, Philibert-Augustin de Beylié (1730-1797) fut général et député.
Son arrière petit-fils Léon de Beylié (1849-1910) fut également général, servant principalement en Indochine et à Madagascar et fut le plus important donateur du musée de Grenoble.